# 2004–2005-ös magyar női kosárlabda-bajnokság
A 2004–2005-ös magyar női kosárlabda-bajnokság a hatvannyolcadik magyar női kosárlabda-bajnokság volt. Az A csoportban tíz csapat indult el, a csapatok két kört játszottak. Az alapszakasz után az 1-6. és a 7-9. helyezettek újabb két kört játszottak egymással. Ezután a csapatok a középszakaszban kialakult helyezések alapján play-off rendszerben játszottak a végső helyezésekért.
A Ventwest-Foton Sopron csapatát a bajnokság közben kizárták, eredményeit törölték.

## Alapszakasz
| #   | Csapat                      | M  | Gy | V  | K+   | K-   | P  | Megjegyzés     |
| --- | --------------------------- | -- | -- | -- | ---- | ---- | -- | -------------- |
| 1.  | MiZo-Pécsi VSK              | 16 | 16 | 0  | 1364 | 805  | 32 |                |
| 2.  | MKB-Euroleasing Sopron      | 16 | 13 | 3  | 1293 | 1062 | 29 |                |
| 3.  | Szeviép-Szeged KE           | 16 | 11 | 5  | 1183 | 1178 | 27 |                |
| 4.  | Diósgyőri KSK               | 16 | 8  | 8  | 1211 | 1193 | 24 |                |
| 5.  | BSE-ESMA                    | 16 | 8  | 8  | 1208 | 1180 | 24 |                |
| 6.  | Szolnoki MÁV                | 16 | 9  | 7  | 1154 | 1076 | 24 | 1 pont levonva |
| 7.  | Zala Volán-Zalaegerszegi TE | 16 | 5  | 11 | 1027 | 1174 | 21 |                |
| 8.  | Atomerőmű-KSC Szekszárd     | 16 | 1  | 15 | 957  | 1315 | 17 |                |
| 9.  | BEAC-Újbuda                 | 16 | 1  | 15 | 957  | 1371 | 17 |                |
| 10. | Ventwest-Foton Sopron       | -  | -  | -  | -    | -    | -  |                |

* M: Mérkőzés Gy: Győzelem V: Vereség K+: Dobott kosár K-: Kapott kosár P: Pont

## Középszakasz

### 1–6. helyért
| #  | Csapat                 | M  | Gy | V  | K+   | K-   | P  | Megjegyzés     |
| -- | ---------------------- | -- | -- | -- | ---- | ---- | -- | -------------- |
| 1. | MiZo-Pécsi VSK         | 26 | 26 | 0  | 2193 | 1408 | 52 |                |
| 2. | MKB-Euroleasing Sopron | 26 | 17 | 9  | 1995 | 1776 | 43 |                |
| 3. | Szeviép-Szeged KE      | 26 | 16 | 10 | 1914 | 1904 | 42 |                |
| 4. | Diósgyőri KSK          | 26 | 15 | 11 | 1913 | 1838 | 41 |                |
| 5. | BSE-ESMA               | 26 | 11 | 15 | 1890 | 1947 | 37 |                |
| 6. | Szolnoki MÁV           | 26 | 10 | 16 | 1710 | 1823 | 35 | 1 pont levonva |

### 7–9. helyért
| #  | Csapat                      | M  | Gy | V  | K+   | K-   | P  |
| -- | --------------------------- | -- | -- | -- | ---- | ---- | -- |
| 7. | Zala Volán-Zalaegerszegi TE | 20 | 9  | 11 | 1349 | 1429 | 29 |
| 8. | Atomerőmű-KSC Szekszárd     | 20 | 2  | 18 | 1200 | 1575 | 22 |
| 9. | BEAC-Újbuda                 | 20 | 2  | 18 | 1199 | 1663 | 22 |

* M: Mérkőzés Gy: Győzelem V: Vereség K+: Dobott kosár K-: Kapott kosár P: Pont

## Rájátszás
Elődöntő: MiZo-Pécsi VSK–Diósgyőri KSK 68–58, 73–39 és MKB-Euroleasing Sopron–Szeviép-Szeged KE 83–59, 74–64
Döntő: MiZo-Pécsi VSK–MKB-Euroleasing Sopron 70–57, 80–74, 84–58
3. helyért: Szeviép-Szeged KE–Diósgyőri KSK 64–73, 67–81
5–8. helyért: BSE-ESMA–Atomerőmű-KSC Szekszárd 87–54, 99–72 és Szolnoki MÁV–Zala Volán-Zalaegerszegi TE 61–71, 51–79
5. helyért: BSE-ESMA–Zala Volán-Zalaegerszegi TE 68–59, 58–76, 81–60